# Новостепанівка (Куп'янський район)
Новостепа́нівка — село в Україні, у Шевченківській селищній громаді Куп’янського району Харківської області. Населення становить 100 осіб. До 2020 орган місцевого самоврядування — Семенівська сільська рада.
Село постраждало внаслідок геноциду українського народу, проведеного окупаційним урядом СРСР 1932—1933 та 1946—1947.

## Географія
Село Новостепанівка знаходиться на відстані 4,5 км від річки Середня Балаклійка (правий берег). На відстані 1 км розташована станція Платформа 86 км.

## Історія
7 (20) листопада 1917 року, відповідно до.Третього Універсалу Української Центральної Ради, увійшло до складу Української Народної Республіки.
З 1920 — постійний комуністичний режим. 1929 більшовицька влада почала систематичний терор проти незалежних господарників села, а весною 1932 вдалася до організації масових убивств голодом. Мешканка села Олександра Криворучко (1928 р.н.) свідчить:
| Сім’я наша була велика, часто бідували, але зима 1932-1933 років була страшною. Хліб весь забрали, ми пухли з голоду. Помер батько Карпо Петрович 1889 р. н. та брати Григорій – 9 років і Павло – 1,5 року. Сусідній хлопець Котенко Павло Миколайович теж став жертвою голоду але помер від побоїв... |
Загалом під час організованого радянською владою Голодомору 1932—1933 років помер щонайменше 31 житель села.
12 червня 2020 року, відповідно до Розпорядження Кабінету Міністрів України № 725-р «Про визначення адміністративних центрів та затвердження територій територіальних громад Харківської області», увійшло до складу Шевченківської селищної територіальної громади.
19 липня 2020 року, в результаті адміністративно-територіальної реформи та ліквідації Шевченківського району, село увійшло до складу новоутвореного Куп'янського району Харківської області.

## Населення

### Мова
Розподіл населення за рідною мовою за даними перепису 2001 року:
| Мова       | Кількість | Відсоток |
| ---------- | --------- | -------- |
| українська | 96        | 96%      |
| російська  | 4         | 4%       |
| Усього     | 100       | 100%     |

## Економіка
- Птахо-товарна ферма.
- Фермерське господарство «Колос».